# ZVH Volleybal 2023-2024
Questa voce raccoglie le informazioni riguardanti lo ZVH Volleybal nelle competizioni ufficiali della stagione 2023-2024.

## Stagione
Lo ZVH Volleybal partecipa alla stagione 2023-24 con la denominazione sponsorizzata Scherp in Packaging ZVH.
Si classifica al nono posto nella regular season di Eredivisie, accedendo alla Pool B, dove si piazza al quinto posto. In Coppa dei Paesi Bassi esce invece di scena agli ottavi di finale, sconfitto dall'Orion 2.

## Organigramma societario
Area direttiva
- Presidente: Joke Scheffers
- Team manager: Nico Perdijk
- Manager tecnico: Bas Duiverman

Area tecnica
- Allenatore: Kristian van der Wel
- Assistente allenatore: Ronald Kooijman, Richard de Kogel
- Scoutman: Patrick Vlieger

## Rosa
| N° | Nome                   | Ruolo | Data di nascita   | Nazionalità sportiva |
| -- | ---------------------- | ----- | ----------------- | -------------------- |
| 1  | Sam van der Loo        | S     | 20 settembre 2001 | Paesi Bassi          |
| 2  | Koen Herrebout         | S     | 20 marzo 2002     | Paesi Bassi          |
| 3  | Jasper de Jong         | C     | 8 marzo 2000      | Paesi Bassi          |
| 4  | Timothy Scheffers      | P     | 4 aprile 1997     | Paesi Bassi          |
| 5  | Jesse Hanemaaijer      | C     | 9 luglio 2004     | Paesi Bassi          |
| 6  | Vincent van der Kraats | O     | 2000              | Paesi Bassi          |
| 7  | Yvo Lunsing            | O     | 8 maggio 2003     | Paesi Bassi          |
| 9  | Max Nieuwstad          | O     | 27 luglio 1998    | Paesi Bassi          |
| 10 | Benjamin Parkinson     | C     | 1997              | Paesi Bassi          |
| 11 | Lennaert Hogenhout     | S     | 4 maggio 2002     | Paesi Bassi          |
| 12 | Bram van der Wel       | S     | 4 luglio 2007     | Paesi Bassi          |
| 13 | Tom Sonneville         | P     | 28 dicembre 2007  | Paesi Bassi          |
| 14 | Richard Rademaker      | L     | 18 marzo 1982     | Paesi Bassi          |
| 15 | Steven Oei             | P     | 1998              | Paesi Bassi          |
| -  | Roel Oude Nijhuis      | C     | -                 | Paesi Bassi          |
| -  | Julian Perdijk         | C     | 1999              | Paesi Bassi          |

## Statistiche

### Statistiche di squadra
| Competizione          | Punti | In casa | In casa | In casa | In trasferta | In trasferta | In trasferta | Totale | Totale | Totale |
| Competizione          | Punti | G       | V       | P       | G            | V            | P            | G      | V      | P      |
| --------------------- | ----- | ------- | ------- | ------- | ------------ | ------------ | ------------ | ------ | ------ | ------ |
| Eredivisie            | 9/4   | 13      | 4       | 9       | 13           | 1            | 12           | 26     | 5      | 21     |
| Coppa dei Paesi Bassi | -     | 0       | 0       | 0       | 2            | 1            | 1            | 2      | 1      | 1      |
| Totale                | -     | 13      | 4       | 9       | 15           | 2            | 13           | 28     | 6      | 22     |

### Statistiche dei giocatori
| Giocatore         | Eredivisie | Eredivisie | Eredivisie | Eredivisie | Eredivisie |
| Giocatore         | P          | PT         | AV         | MV         | BV         |
| ----------------- | ---------- | ---------- | ---------- | ---------- | ---------- |
| J. de Jong        | ?          | 9          | 6          | 3          | 0          |
| J. Hanemaaijer    | ?          | 113        | 72         | 24         | 17         |
| K. Herrebout      | ?          | 82         | 63         | 9          | 10         |
| L. Hogenhout      | ?          | 128        | 105        | 6          | 17         |
| Y. Lunsing        | ?          | 376        | 331        | 17         | 28         |
| M. Nieuwstad      | ?          | 33         | 30         | 2          | 1          |
| S. Oei            | ?          | 0          | 0          | 0          | 0          |
| R. Oude Nijhuis   | ?          | 48         | 36         | 12         | 0          |
| B. Parkinson      | ?          | 210        | 153        | 43         | 14         |
| J. Perdijk        | ?          | 3          | 2          | 1          | 0          |
| R. Rademaker      | ?          | 0          | 0          | 0          | 0          |
| T. Scheffers      | ?          | 25         | 8          | 7          | 10         |
| T. Sonneville     | ?          | 11         | 2          | 5          | 4          |
| V. van der Kraats | ?          | 87         | 73         | 0          | 14         |
| S. van der Loo    | ?          | 199        | 169        | 19         | 11         |
| B. van der Wel    | ?          | 0          | 0          | 0          | 0          |

P = presenze; PT = punti totali; AV = attacchi vincenti; MV = muri vincenti; BV = battute vincenti

NB: Non sono disponibili i dati relativi alla Coppa dei Paesi Bassi e, di conseguenza, quelli totali